# Antonín Krček
Antonín Krček (16. prosince 1921 – 8. září 1970) byl český a československý politik Komunistické strany Československa, poúnorový poslanec Národního shromáždění ČSR, Národního shromáždění ČSSR a Sněmovny lidu Federálního shromáždění.

## Biografie
V letech 1954–1957 působil jako vedoucí tajemník Krajského výboru KSČ v Ústí nad Labem, pak v letech 1957–1966 coby vedoucí tajemník Městského výboru KSČ v Praze. Od roku 1969 byl tajemníkem severočeského Krajského výboru KSČ. 11. sjezd KSČ ho zvolil za člena Ústředního výboru Komunistické strany Československa. Ve funkci ho potvrdil 12. sjezd KSČ a 13. sjezd KSČ. V období červen 1958 – červen 1966 byl navíc členem sekretariátu ÚV KSČ. Angažoval se i v odborech. V období let 1966–1968 byl tajemníkem Ústřední rady odborů. V roce 1958 mu byl udělen Řád práce, v roce 1970 Řád republiky.
Po mnoho let zasedal v nejvyšších zákonodárných sborech. Po volbách roku 1954 byl zvolen do Národního shromáždění za KSČ ve volebním obvodu Praha. Mandát nabyl až dodatečně v dubnu 1958 jako náhradník poté, co se poslanec Antonín Novotný stal prezidentem republiky. Mandát obhájil ve volbách v roce 1960 (nyní již jako poslanec Národního shromáždění ČSSR za hlavní město Praha) a volbách v roce 1964 . V Národním shromáždění zasedal až do konce jeho funkčního období v roce 1968.
Po federalizaci Československa usedl roku 1969 za KSČ do Sněmovny lidu Federálního shromáždění (volební obvod Praha 9-Vysočany). V parlamentu setrval do své smrti v září 1970. Ve vzpomínce na zesnulého se na zasedání Federálního shromáždění konstatovalo, že „v kritickém období let 1968 a 1969, jako věrní členové Komunistické strany Československa, bojovali nekompromisně proti všem kontrarevolučním a protisocialistickým silám. Soudruzi Krček a Pecha, přestože byli dlouhou dobu těžce nemocni, věnovali všechny své poslední síly straně.“